# Río de la Chicharra
Río de la Chicharra är ett vattendrag i Chile.   Det ligger i regionen Región de Coquimbo, i den centrala delen av landet, 160 km norr om huvudstaden Santiago de Chile.
Omgivningen kring Río de la Chicharra är ofruktbar med liten eller ingen växtlighet. Området är mycket glesbefolkat, med 7 invånare per kvadratkilometer.